# 파스티슈
파스티슈(프랑스어: pastiche)는 혼성 작품 또는 합성 작품을 의미한다. 문체나 분위기 등 선구자에 영향을 받아 작풍이 닮는 것으로, 넓은 의미에서 패러디도 포함한다.

## 같이 보기
- 브리콜라주
- 벌레스크
- 2차적저작물
- 동인지
- 팬 픽션
- 캐논 (창작물)
- 오마주
- 방식 (문학)
- 패러디
- 포스트모더니즘
- 풍자
- 시뮬라크르